# Umberto Mancini
Umberto Mancini (Petrella Liri, 7 aprile 1894 – Roma, 3 dicembre 1954) è stato un compositore e direttore d'orchestra italiano.

## Biografia
Diploma in composizione e direzione d'orchestra al Conservatorio Santa Cecilia di Roma con Ottorino Respighi.
Direttore d'orchestra all'EIAR. Pianista nel quintetto jazz "I Romans". Direttore artistico della Scalera Film. Compositore di  colonne sonore caratterizzate da una dialettica tra linguaggio accademico europeo e linguaggio jazzistico.
Per le canzoni legate ai film, quando non scriveva lui stesso i testi, si avvaleva della collaborazione di altri parolieri come Michele Galdieri  ed il regista e sceneggiatore Antonio Petrucci. Ancora oggi sono note le sue colonne sonore e le musiche di sottofondo della maggior parte dei film di Stanlio e Ollio, sotto il doppiaggio di Mauro Zambuto e Alberto Sordi (periodo 1939 - 1951).

## Colonne sonore
- L'albergo degli assenti, regia di Raffaello Matarazzo
- L'albero di Adamo
- I figli del marchese Lucera
- Il treno delle 21,15
- Il dono del mattino
- Odette (1934)
- La cieca di Sorrento (1934)
- Fermo con le mani! di Gero Zambuto (1937)
- Trappola d'amore (1940)
- Il bravo di Venezia di Carlo Campogalliani (1941)
- La gondola del diavolo, regia di Carlo Campogalliani (1946)
- Sangue a Ca' Foscari, regia di Max Calandri (1947)
- Peppino e la vecchia signora, regia di Piero Ballerini (1954)

### I film di Stanlio & Ollio

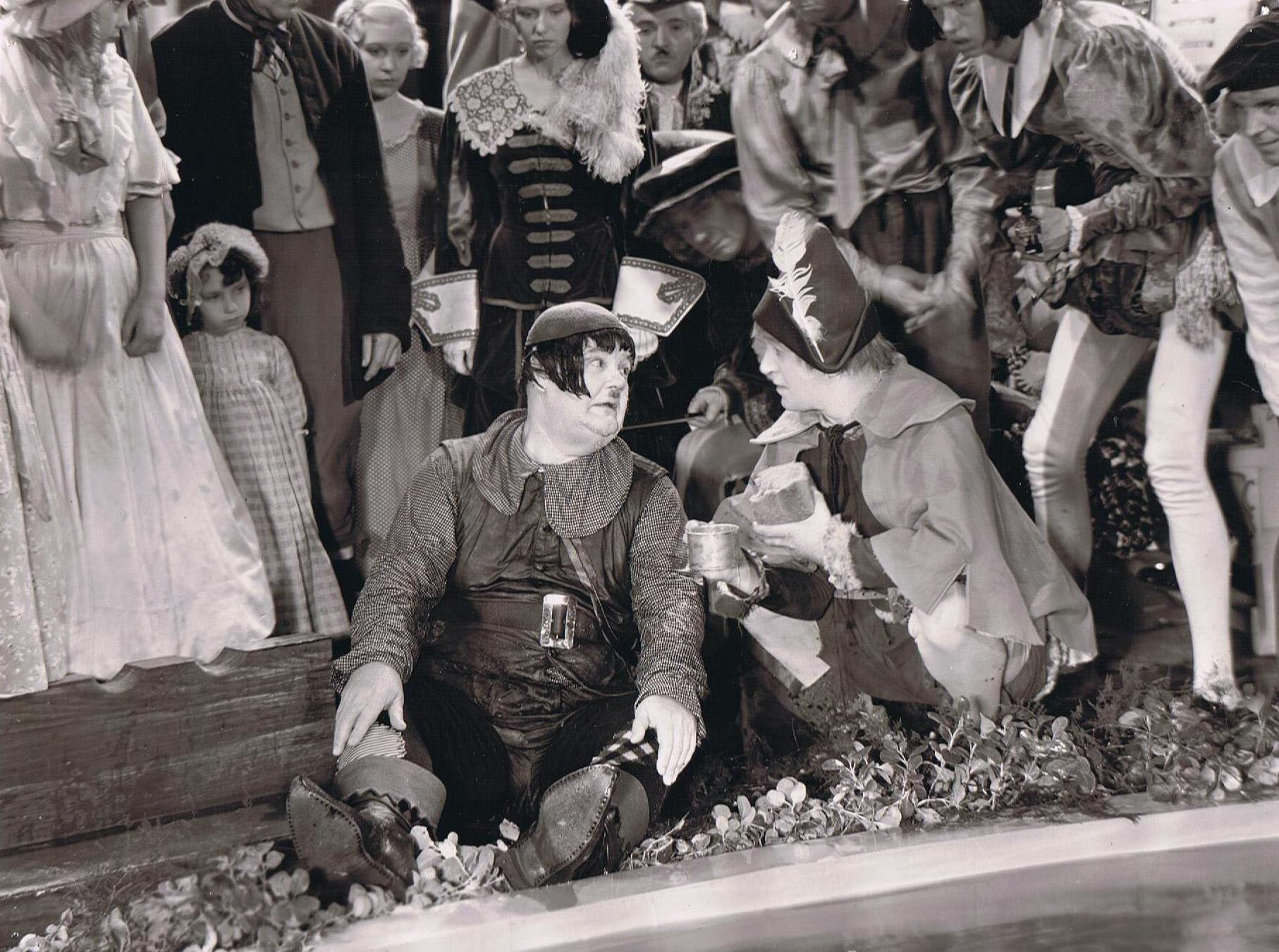
Stanlio e Ollio nel film Stanlio e Ollio nel paese delle meraviglie (1934)

- Tempo di pic-nic, Sotto zero, Un nuovo imbroglio, Andiamo a lavorare, Un salvataggio pericoloso, Muraglie, La scala musicale, Il circo è fallito, Ospiti inattesi, Ospedale di contea, Noi e il piccolo Slim, Buone vacanze, La ronda di mezzanotte, Lavori in corso, Fra Diavolo, Alchimia, Il regalo di nozze, I figli del deserto, Annuncio matrimoniale, Vita in campagna, Andando a spasso, Nel paese delle meraviglie, Il fantasma stregato, Questione d'onore, Allegri poeti, Fratelli di sangue, La ragazza di Boemia, Avventura a Vallechiara, Venti anni dopo, I diavoli volanti, Noi siamo le colonne, C'era una volta un piccolo naviglio, Ciao amici!, Sim salà bim, Il nemico ci ascolta, Gli allegri imbroglioni, Sempre nei guai, I toreador, Atollo K